# 南帕萨迪纳高中
南帕萨迪纳高中（英語：South Pasadena High School，简称SPHS）是一所位于美国加州南帕萨迪纳，服务9-12年级学生的公立高中。与南帕萨迪纳初中和三所小学一起组成南帕萨迪纳联合学区。
建于1906年，南帕萨迪纳高中是第一所也是唯一一所位于南帕萨迪纳的公立高中。该校位于城市北边的費利蒙路（Fremont Avenue），园区包含数栋主教学楼、一个表演艺术礼堂、一个游泳池、三组网球场、两个室内体育馆、一条400米长的室外跑道和三个体育场。学校部门包括：英语、外语、数学、科学、历史、表演艺术、体育、学校体育、英语为第二语言、特殊教育和地区职业计划（Regional Occupational Program）。校训是“Scholarship, Leadership, Strength, and Fair Play.”，译为：学问、领导才能、力量和公正比赛。

## 历史
基于由南帕萨迪纳居民批准的一项建立公立高中的措施，南帕萨迪纳高中于1906年建立。直到1955年，南帕萨迪纳高中一直被称为“南帕萨迪纳-圣玛利诺高中”，并同时为这两座城市服务。在1955年，圣玛利诺建立了他们自己的中学，圣玛利诺高中。
在1904年，前管理人弗尔兰·斯潘塞(Verlin Spencer)射杀了包括前主管乔治·布什（George C. Bush）在内的5人，并射伤1人。斯潘塞后来被证明为服用止痛药上瘾。校园内曾有一个献给布什的露台，直到2000年学校重建。2003年，南帕萨迪纳高中竖起一堵水泥墙以纪念前主管布什。
珍妮特·安德森（Janet Anderson）于2001年成为该校校长。在2005年，南帕萨迪纳高中的学生和教员成功的阻止了由当时的主管罗伯·阿里亚斯（Rob Arias）所建议的校长改任计划。该计划将分配校长安德森到一所临近的小学。在2005年3月18日，学校教员在校门外举行示威，抗议改任。随后，学生们走出教室加入示威。随后，学校董事会撤消了改任，导致阿里亚斯辞职。在一个月后的竞选中，两位支持改任的董事会成员落选。

## 杰出校友
- 威廉·荷頓
- 希拉里·斯旺克
- 爱丽森·布里
- 愛德華·弗朗